# Тит Лафрений
Тит Лафрений (лат. Titus Lafrenius; погиб в 90 году до н. э. под Фирмом, Италия) — италийский военный деятель.
Когда италики восстали против Рима (91—90 годы до н. э.), Тит Лафрений стал, по словам Аппиана, одним из «общих предводителей с неограниченной властью над всем союзным войском», то есть одним из 12 преторов Италийского союза. Он действовал против римлян на севере Италии. Гней Помпей Страбон осадил Лафрения в Аускуле, но на помощь городу пришли Гай Видацилий и Веттий Скатон. Втроём италийские полководцы оттеснили Помпея к Фалернской горе, разбили там в сражении и заперли в городе Фирм, после чего Видацилий и Скалон ушли (очевидно, предполагая, что Помпей не является более серьёзным противником), а осаждать Фирм осталась только армия Лафрения. На этот раз помощь получили римляне: легат Сервий Сульпиций Гальба напал на италиков с тыла и поджёг их лагерь. Лафрений погиб в бою, а остатки его армии бежали в Аускул.